# Рея, Эдоардо
Эдоардо Рея, часто пишут Эдоардо Рейя (итал. Edoardo Reja; 10 октября 1945, Гориция) — итальянский футболист, полузащитник. После завершения карьеры работает тренером.

## Игровая карьера
Словенец по отцу. Эдоардо Рея начал карьеру в клубе СПАЛ, куда он попал в юном возрасте благодаря тренеру Паоло Мацце, заметившему игрока. В 1963 году он дебютировал в Серии А, за год до него в клубе дебютировал Фабио Капелло, впоследствии также ставший тренером. Ещё два года Рея выступал в составе СПАЛа в Примавере, молодёжном чемпионате Италии. С 1965 года он стал твёрдым игроком основы команды, а также вызывался в состав сборной Италии до 23 лет. В 1968 году Эдоардо перешёл в «Палермо», а затем играл за «Алессандрию» и завершил карьеру в «Молинелле».

## Тренерская карьера
В 1979 году Рея начал тренерскую карьеру, возглавив свой бывший клуб, «Молинеллу», выступавшую в серии D. Годом позже он тренировал клуб серии С2 «Монселиче». Затем Эдуардо работал с различными клубами «Порденоне», «Про Гориция», «Тревизо», «Местре» и «Варезе». В 1989 году Рея возглавил свой первый клуб в серии В «Пескара». Позже он возглавлял другие команды второго итальянского дивизиона: «Козенцу», с которой занял 5-е место в серии В, и «Лечче».
В 1995 году Рея возглавил клуб «Брешиа», который вывел в Серию А в 1997 году. Однако Эдоардо решил не продолжать работу с клубом и возглавил «Торино», вместе с которой занял 5 место в серии В. В следующем сезоне Рея тренировал «Виченцу», но в первом же сезоне занял с клубом 18 место и вылетел из высшего итальянского дивизиона. Но уже на следующий год вновь вывел клуб в серию А, заняв 1 место во втором дивизионе. Однако Рея вновь не помог «Виченце» удержаться в серии А: клуб занял 16 место и вылетел из высшего дивизиона.
В 2001 году Рея стал тренером «Дженоа» вместо Франко Скольо. Его работа с этой командой была недолгой: он возглавлял клуб на протяжении 8 игр, из которых генуэзцы 4 проиграли и 4 свели вничью, не выиграв ни одного матча. На следующий сезон Рея был назначен тренером «Катании» за несколько туров до финиша, заменив Джона Тошака. Ему была поставлена задача сохранить «прописку» команды в серии В; с этой задачей Рея не справился, хотя и помог клубу выиграть 2 матча. В ноябре 2003 года Эдоардо возглавил «Кальяри». Рея привёл команду к завоеванию 2 места в серии В. При этом его клуб демонстрировал остроатакующий футбол: клуб забил больше всех мячей в лиге — 80 голов, однако защита команды играла не слишком удачно, пропустив 51 мяч, по этому показателю команда заняла лишь 8—9 место. Несмотря на удачное выступление, контракт с Реей не был продлён.
В январе 2005 года Рея был назначен главным тренером «Наполи», выступавшего в серии С1, заменив во второй раз в карьере Джампьеро Вентуру; первый раз был в предыдущей команде Эдоардо — «Кальяри». Несмотря на то, что клуб комплектовался, в основном, довольно молодыми игроками, Рея в первом же сезоне занял с командой 3 место и участвовал в матчах плей-офф. В следующем сезоне Эдоардо вывел клуб в серию В, при этом команда сразу уверенно заняла лидерство в первенстве, в итоговой таблице опередив ближайшего преследователя на 13 очков. В сезоне 2006/07 «Наполи» занял второе место в серии В, уступив лишь «Ювентусу», и вышел в серию А. Любопытно, что клуб играл в защитной манере, в основном на контратаках, пропустив меньше всех в лиге. В первом же сезоне в высшей лиге Рея привёл клуб к 8 месту и выходу в Кубок Интертото, ставший первым еврокубковым опытом тренера. Клуб в том сезоне победил все ведущие итальянские клубы — «Интер», «Милан», «Ювентус» и сыграл вничью с «Ромой». Через год Рея выиграл Кубок Интертото и дебютировал в Кубке УЕФА, где пройдя квалификацию проиграл в первом круге «Бенфике». 10 марта 2009 года, после 9 матчей, в которых клуб набрал лишь 2 очка, Рея был уволен со своего поста, его заменил Роберто Донадони. На посту тренера «адзурри» Рея проработал 4,5 года; под его руководством клуб провёл 188 игр.
18 августа 2009 года Рея возглавил хорватский «Хайдук», заключив контракт на 2 года. Зимой 2010 года Рее поступило предложение от римского «Лацио». 10 февраля Эдоардо возглавил клуб, который на момент его назначения занимал 18-е место. По итогам сезона Рея привёл команду к 12 месту в серии А. В сезоне 2010/11 «Лацио» под руководством Реи установил новый клубный рекорд, набрав наибольшее количество очков в стартовых матчах в истории команды. По итогам сезона «Лацио» занял пятое место, а сам наставник продлил контракт с клубом на год. В начале сезона 2011/12 «Лацио» в первых двух встречах набрал лишь очко, после чего Рея подал в отставку, но её не принял президент клуба, Клаудио Лотито.
4 января 2014 года Рея вновь возглавил «Лацио».
4 марта 2015 года назначен главным тренером «Аталанты». Сменил на этом посту Стефано Колантуоно. Под руководством Рейи «Аталанта» заняла 13-е место в серии А в сезоне-2015/16 (после 17 места сезоном ранее), однако он был отправлен в отставку.
С 17 апреля 2019 года возглавил сборную Албании до конца отбора на Евро-2020.

## Тренерская тактика
Рея сторонник игры в три защитника. Он наиболее часто использовал схему 3-5-2, используя футболистов на флангах в качестве игроков, «закрывавших» всю бровку. В некоторых клубах, например в «Кальяри», Рея использовал схему 3-4-3.

## Личная жизнь
Рея женат с 1969 года. Супруга — Ливия. Они познакомились во время совместного отдыха Эдоардо с Фабио Капелло в Ферраре. Ливия являлась близкой подругой жены Капелло, Лауры.

## Достижения

###### В качестве игрока
«СПАЛ»
- Победитель Примаверы 1964/65

В качестве тренера
«Брешиа»
- Победитель Серии B 1996/97

«Виченца»
- Победитель Серии B 1999/00

«Кальяри»
- Серебряный призёр Серии B 2003/04

«Наполи»
- Победитель Серии C1 2005/06
- Серебряный призёр Серии B 2006/07
- Обладатель Кубка Интертото: 2008